# Жак Вільнев
Жак Жозеф Шарль Вільне́в (фр. Jacques Joseph Charles Villeneuve; 9 квітня 1971, Квебек, Канада) — канадський франкомовний автогонщик з Монреаля, Квебек. Чемпіон світу серії Індікар 1995 року і Формули-1 1997 року. Син відомого гонщика Жиля Вільнева, який загинув у 1982. Жака назвали на честь дядька, менш відомого гонщика Жака Вільнева (старшого). Навчався в приватній школі Beau Soleil у Швейцарії.
У липні 2009 року розлучився з дружиною Жоанною (Мартінес), у них двоє синів — Жуль (народився в 2006) і Джонас (2007).
Був удостоєний честі нести Олімпійський прапор на відкритті ігор у Ванкувері.

## Гоночна кар'єра
| Сезон | Чемпіонат/гонка                         | Команда                  | #  | Гонки | Поули | Перемоги | Очки | Місце |
| 1989  | Італійська Формула-3                    | Prema Racing             |    | 6     | 0     | 0        | 0    | -     |
| 1990  | Італійська Формула-3                    | Prema Racing             |    | 12    | 0     | 0        | 10   | 13    |
| 1991  | Італійська Формула-3                    | Prema Racing             |    | 11    | 3     | 0        | 20   | 6     |
| 1992  | Японська Формула-3                      | TOM'S                    | 8  | 11    | 2     | 3        | 45   | 2     |
| 1992  | All Japan Sports Prototype Championship | Toyota Team TOM'S        | 7  | 1     | 0     | 0        | 0    | -     |
| 1992  | Toyota Atlantic                         | Comprep/Player's         |    | 1     | 0     | 0        | 14   | 28    |
| 1993  | Toyota Atlantic                         | Forsythe-Green Racing    |    | 15    | 7     | 5        | 185  | 3     |
| 1994  | Indycar World Series                    | Forsythe-Green Racing    | 12 | 15    | 0     | 1        | 94   | 6     |
| 1995  | Indycar World Series                    | Team Green               | 27 | 17    | 6     | 4        | 172  | 1     |
| 1995  | Індіанаполіс 500                        | Team Green               | 27 | -     |       | -        | -    | 1     |
| 1996  | Формула-1                               | Williams-Renault         | 6  | 16    | 3     | 4        | 78   | 2     |
| 1997  | Формула-1                               | Williams-Renault         | 3  | 17    | 10    | 7        | 81   | 1     |
| 1998  | Формула-1                               | Williams-Mecachrome      | 1  | 16    | 0     | 0        | 21   | 5     |
| 1999  | Формула-1                               | BAR-Supertec             | 22 | 16    | 0     | 0        | 0    | 21    |
| 2000  | Формула-1                               | BAR-Honda                | 22 | 17    | 0     | 0        | 17   | 7     |
| 2001  | Формула-1                               | BAR-Honda                | 10 | 17    | 0     | 0        | 12   | 7     |
| 2002  | Формула-1                               | BAR-Honda                | 11 | 17    | 0     | 0        | 4    | 12    |
| 2003  | Формула-1                               | BAR-Honda                | 16 | 14    | 0     | 0        | 6    | 16    |
| 2004  | Формула-1                               | Renault                  | 7  | 3     | 0     | 0        | 0    | 21    |
| 2005  | Формула-1                               | Sauber-Petronas          | 11 | 18    | 0     | 0        | 9    | 14    |
| 2006  | Формула-1                               | BMW Sauber               | 17 | 12    | 0     | 0        | 7    | 15    |
| 2007  | NASCAR Nextel Cup                       | Bill Davis Racing Toyota | 27 | 2     | 0     | 0        | 140  | 42    |
| 2007  | NASCAR Craftsman Truck Series           | Bill Davis Racing Toyota | 27 | 7     | 0     | 0        | 615  | 59    |
| 2008  | NASCAR Sprint Cup                       | TBA                      | -- | 0     | 0     | 0        | 0    | --    |
| 2008  | NASCAR Nationwide Series                | Braun Racing Toyota      | 32 | 1     | 0     | 0        | 0    | --    |
| 2008  | SpeedCar Series                         | Speedcar Team            | 96 | 4     | 0     | 0        | 3    | 13    |
| 2008  | Le Mans Series                          | Team Peugeot Total       |    |       |       |          |      |       |
| 2008  | 24 Heures du Mans                       | Team Peugeot Total       |    |       |       |          |      |       |
| 2008  | TRV6                                    | Oro Racing               |    |       |       |          |      |       |

Примітка: # — номер боліда.

## Початок кар'єри
Жак народився в провінції Квебек, в сім'ї, тісно пов'язаній з автоспортом, і пішов по стопах батька і дядька. На відміну від більшості гонщиків, він ніколи не виступав в картингу. Вільнев закінчив автогоночну школу Джима Рассела в Мон-Трамблані, і в 1986 році дебютував в чемпіонаті Формули-Форд. Кілька років виступав в чемпіонаті Формули-3 в Італії та Японії, і в «Атлантичній серії Тойота», де здобув ряд перемог.

## Індікар
У 1994 році дебютував в чемпіонаті «Індікар» і відразу завоював звання «Новачок Року», здобувши кілька перемог.
На наступний рік у складі Green Racing Жак став чемпіоном серії, здобувши серію переконливих перемог, у тому числі на знаменитій Інді-500. Перемога Жака в Індіанаполісі була здобута незважаючи на штраф в два кола: канадець зумів відіграти навіть таке відставання.
Вільнев став останнім чемпіоном об'єднаного «Індікара», перед його розколом на Champ Car та Indy Racing League.

## Формула-1

### Williams
Жак покинув підкорений чемпіонат після запрошення від Френка Вільямса. Він дебютував за команду Вільямс на Гран-прі Австралії 1996, де відразу завоював поул і ледь не здобув перемогу, але через механічну поломку коробки передач зміг фінішувати лише другим. Свій дебютний чемпіонат Жак закінчив віце-чемпіоном, здобувши чотири перемоги і поступившись тільки своєму партнерові Деймону Хіллу. За одинадцять років це досягнення повторив Льюїс Хемілтон.
На наступний рік Хілл був звільнений з Williams і замінений на Гайнца-Гаральда Френтцена, а Жак став «першим пілотом» команди. Сезон 1997 пройшов в щільній боротьбі з Міхаелем Шумахером і Ferrari, що закінчилася скандальним Гран-прі Європи 1997 року, де Міхаель спробував протаранити свого головного суперника. Це дозволило б німцеві залишитися лідером чемпіонату при обопільному сході з дистанції. Маневр вийшов невдалим: Вільнев все ж зумів дістатися до фінішу третім, поступившись тільки пілотам МакЛарену Девіду Култхарду і Міці Хаккінену, а Шумахер був суворо покараний позбавленням всіх очок за 1997 рік і віце-чемпіонства, і виключенням з підсумкового протоколу.
Надалі «Вільямс» не зміг продовжити співпрацю з Renault і був змушений користуватися застарілою моделлю їхнього двигуна, що випускається компанією Supertec Флавіо Бріаторе. Команда відкотилася на третє місце, яке далося їй у важкій боротьбі з Джордан і Беннетон, Жак лише двічі фінішував на подіумі. Розчаровані цими результатами, Вільнев і Френтцен залишили команду Френка Вільямса після закінчення сезону 1998.

### BAR
Разом зі своїм менеджером Крейгом Поллоком, конструктором Едріаном Рейнард і Ріком Гірським, Жак став співзасновником команди British-American Racing (BAR). Команда була створена на базі команди Тіррелл на гроші тютюнового концерну British American Tobacco, і Вільнев купив пакет її акцій. Перший сезон нової команди був провальним: команда не набрала жодного очка, а Жак доїхав до фінішу лише у чотирьох гонках з шістнадцяти.
У наступні сезони БАР змінив виробника двигунів з Supertec на Honda, і це дозволило значно поліпшити результати: Жаку двічі вдалося піднятися на подіум у 2001 році. Однак у міру зростання заборони на тютюнову рекламу частка BAT і вплив Крейга Поллока в команді скорочувалися, а вплив «Хонди» — зростав. У результаті зміни керівництва в команді Жак втратив позицію «першого пілота», яку зайняв молодий англієць Дженсон Баттон. Новий начальник БАР, Девід Річардс, був незадоволений результатами екс-чемпіона, який одержував зарплату в 19 млн доларів. БАР відмовився продовжувати контракт з Жаком, і той покинув команду в 2003 році, ще до закінчення колишнього контракту.

### Останні роки
У 2004 році Жак провів всього три гонки за команду Рено, замінюючи Ярно Труллі. Наступного року Жак приєднався до команди Заубер, яка незабаром перетворилася на офіційну гоночну команду BMW. Проте в їх складі Жак не здобув перемог, і часто поступався своєму партнерові Ніку Хайдфельду. Після аварії на Гран-прі Німеччини, де Жак отримав невелику травму, керівництво BMW замінило його на поляка Роберта Кубіцу.
З 2007 року Жак не був заявлений за жодну з команд, хоча і не оголошував публічно про припинення своєї формульної кар'єри. Вів переговори про можливість виступу за команду US F1, хоча офіційно це ніхто не підтверджував, але команда на старт сезону не вийшла.

## Кузовні серії
У 2007 Вільнев взяв участь в гонці «24 години Ле-Мана» за команду «Пежо», щоб, за висловом його менеджера Крейга Поллока, «встановити світовий рекорд за кількістю виграних гоночних серій». Екіпаж Вільнева йшов на другому місці, коли змушений був зійти з дистанції через технічні проблеми.
У 2008 році канадець знову бере участь в «24 години Ле-Мана», в екіпажі з Марком Жене і Ніколя Мінассяном. Екіпаж Вільнева претендував на перемогу, але погодні умови втрутилися в хід перегонів, вночі пішов дощ. «Пежо» втрачали дуже багато на колі в порівнянні з конкурентами, і вранці від переваги над Ауді не залишилося і сліду. Ближче до фінішу все ж таки вдалося скоротити відрив від Ауді, але цього виявилося недостатньо. Екіпаж Вільнева зайняв друге місце.
Паралельно Жак зробив кілька стартів у серії Nascar. Великої кількості очок Вільнев не набрав (хоча кілька разів лідирував у перегонах) і згодом через відсутність спонсорів припинив виступи в цій серії.

### Результати в серіїSpeedCar
| Рік       | Команда       | 1/1            | 1/2            | 2/1             | 2/2             | 3/1            | 3/2             | 4/1           | 4/2           | 5/1          | 5/2          | Місто | Очки |
| --------- | ------------- | -------------- | -------------- | --------------- | --------------- | -------------- | --------------- | ------------- | ------------- | ------------ | ------------ | ----- | ---- |
| 2008      | SpeedCar Team | Індонезія СЕН1 | Індонезія СЕН2 | Індонезія СЕП1  | Індонезія СЕП2  | Бахрейн САХ1 6 | Бахрейн САХ2 НФ | ОАЕ ДУБ1 9    | ОАЕ ДУБ2 НФ   |              |              | 14    | 3    |
| 2008/2009 | Durango       | ОАЕ ДУБ1 6     | ОАЕ ДУБ2 Отм   | Бахрейн САХ1 10 | Бахрейн САХ2 НФ | Катар ЛОС1 5   | Катар ЛОС2 НФ   | Малайзія СЕП1 | Малайзія СЕП2 | Бахрейн САХ3 | Бахрейн САХ4 | 11    | 7    |

## Приватне життя
- Вільнев відомий як «шибайголова», його ризиковий стиль пілотажу часто призводить до великих аварій, в яких він, тим не менш, не отримав серйозних травм.
- Жак — завзятий геймер і шанувальник літератури в жанрі фентезі.
- Під час перебування чемпіоном світу Вільнев не давав розробникам комп'ютерних ігор ліцензії на своє ім'я. В іграх того часу ім'я Вільнева замінювали на John Newhouse.
- До одруження на Жоанні у Жака був тривалий роман з австралійською співачкою і фотомоделлю Данні Міноуг, сестрою Кайлі Міноуг.
- Вільнев — власник ресторану «Newtown» («Нове місто», англійський переклад його прізвища) у Монреалі. Також, Жак професійно займається музикою і в 2007 випустив дебютний альбом «Private Paradise».
- Він знявся в ролі-камео у фільмі Сільвестра Сталлоне «Гонщик».
- Жак любить привертати увагу, кардинально змінюючи свій імідж. Він відрощував бороду, фарбував волосся в білий і в червоний кольори, робив ірокез і навіть голився наголо.